# Station Brambanan
Brambanan is een spoorwegstation in het westelijke deel van Klaten in de Indonesische provincie Midden-Java.

## Bestemmingen
- Senja Bengawan: naar Station Solo Jebres en Station Tanahabang